# Rod Dreher
Rod Dreher (Baton Rouge, Luisiana, 14 de febrero de 1967) es un periodista y escritor estadounidense, autor de La opción benedictina y de Vivir sin mentiras: Manual para la disidencia cristiana.

## Biografía
Nació en un pequeño pueblo de Luisiana, en el seno de una familia metodista, que vivía un cristianismo superficial, sin acudir a la Iglesia. Durante la juventud perdió la fe. Cuando tenía veinte años experimentó una profunda conversión al catolicismo que le transformó en un ferviente creyente.Graduado de la Universidad Estatal de Luisiana, fue columnista de The New York Post y también columnista de Dallas Morning News. Ha escrito para National Review, Sun-Sentinel, The Washington Times. Ahora es columnista del American Conservative.
En 1993 se trasladó a Washington D. C., donde se fraguó su identidad como teórico y pensador, adquiriendo una vertiente más combativa como intelectual y periodista católico. Se consideró a sí mismo como un “guerrero cultural”, que defendía el conservadurismo tanto desde la política como desde la fe. Posteriormente durante la etapa que pasó en Nueva York esta actitud se reforzó.
En 2002, escribió un ensayo en la National Review que definía una subcategoría del conservadurismo en los Estados Unidos que llamó conservadurismo granola. Se dice que este tipo de "conservadores" simpatizan más con el medio ambiente y con una vida frugal, mientras que son partidarios de la familia tradicional, escépticos del libre mercado capitalista y, en la mayoría de los casos, religiosos.
Cuatro años más tarde, publicó su libro Crunchy Cons para explicar cómo "los habitantes de Birkenstocked Burkans, los cultivadores orgánicos a favor de las armas, los rancheros tradicionales de mentalidad evangélica y las madres que educan en casa" se están transformando en Estados Unidos, o al menos en el Partido Republicano.
Criado en el metodismo, se convirtió al catolicismo. Tras cubrir el escándalo de abuso sexual de la Iglesia Católica, que comenzó en 2001, lo llevó a cuestionar su catolicismo, y el 12 de octubre de 2006 anunció su conversión a la Iglesia ortodoxa.En ese momento, Dreher había argumentado que el escándalo no era tanto un "problema de pedófilos", sino que "el abuso sexual de menores es facilitado por una poderosa red secreta de sacerdotes homosexuales", conocida como la "Mafia Lavanda".
En 2018 publicó el libro La opción benedictina: Una estrategia para los cristianos en una sociedad postcristiana, (The Benedict Option. A Strategy for Christians in a Post-Christian Nation, New York: Sentinel, 2017, 262 pp.), en el que desarrolló la idea de una apuesta benedictina por "vivir como cristianos en un mundo que ya no lo es". La opción benedictina es un reagrupamiento de cristianos, siguiendo y adoptando el método instaurado por san Benito de Nursia, para moverse en una sociedad cada vez más alejada de Dios. El libro, fue considerado por el diario The New York Times como “el libro religioso más discutido e importante de la última década”.
En su libro Vivir sin mentiras: Manual para la disidencia cristiana (Live Not by Lies: A Manual for Christian Dissidents), hace de altavoz a Aleksandr Solzhenitsyn y otros disidentes de Europa del Este que alertaron del peligro de que el mundo occidental estén abocados a un totalitarismo "blando", basado más en la manipulación psicológica que en la violencia abierta. El libro es una guía de argumentos cuyo objetivo declarado es ayudar a todo creyente a desenvolverse en una sociedad cada vez más hostil.